# Herluf Winge
Pour les articles homonymes, voir Winge.
Herluf Winge est un zoologiste danois, né le 19 mars 1857 et mort le 10 novembre 1923.
Il fait ses études à Copenhague et devient maître de conférences. En 1885, il devient assistant conservateur au Musée de zoologie de la ville. Il se fait connaître des milieux scientifiques par ses publications comme Om Arvicola arvalis i Danmark (1875) et Om nogle Smaapattedyr i Danmark (1882).
Il étudie particulièrement les mammifères et les oiseaux. Il s’intéresse à la faune du Groenland et publie en 1898 « Conspectus Faunæ Groenlandica. Grønlands Fugle ». Il y décrit 129 espèces et indique, pour chacune d’entre elles, ses besoins écologiques.